# Stilpon
Stilpon (gr. Στίλπων, ur. IV w. p.n.e., zm. III w. p.n.e.) – filozof grecki. Zaliczany do tak zwanych sokratyków mniejszych. Pochodził z Megary w Helladzie. Słuchał wykładów uczniów Euklidesa z Megary, założyciela szkoły megarejskiej i ucznia Sokratesa. Diogenes Laertios napisał, że przewyższał innych filozofów inwencją i talentem, tak że przyciągnął do siebie wielu ówczesnych sofistów, dialektyków, mówców. Wśród nich miał być sam Zenon z Kition. Stanowił łącznik pomiędzy szkołą eleatów, sceptyków i stoików.
Jego uczniami mieli być Menedemos i Asklepiades, którzy kierowali szkołą szkołą elidzko-eretrejską po śmierci Fedona.

## Filozofia
Z jego prac pozostały jedynie tytuły, dlatego jego poglądy możemy poznać jedynie z nielicznych cytowanych później fragmentów. 
„Ten kto mówi o człowieku w ogólności, nie mówi o żadnym człowieku. Albowiem człowiek w ogóle nie jest ani tym człowiekiem, ani tamtym”
Kiedy Demetrios po podboju Megary chciał się od niego dowiedzieć jakie poniósł straty, Stilpon odpowiedział, że żadne, bo nikt mu nie mógł zabrać wykształcenia, a jego mądrość i wiedza są nienaruszone
Znany był przede wszystkim jako mistrz erystyki.

## Prace
Pozostawił po sobie 9 dialogów; znamy jedynie ich tytuły: 
- Μoschos,
- Arystyp albo Kallias,
- Ptolemeusz,
- Chairekrates,
- Metrokles,
- Anaksymenes,
- Epigenes,
- Do mojej córki,
- Arystoteles.